# Spathius urios
Spathius urios är en stekelart som beskrevs av Nixon 1943. Spathius urios ingår i släktet Spathius och familjen bracksteklar. Inga underarter finns listade i Catalogue of Life.